# Tomma Wember (Künstlerin)

Tomma Wember mit ihrem Sandbuch von 1976 (Bremen 2002)

Tomma Wember (* 24. Februar 1919 in Hamburg; † 5. Juli 2008 in Krefeld; Geburtsname Tomma Marie Marta Hinrichs) war eine deutsche bildende Künstlerin. Ihr Werk verbindet Kunst mit Spiel und bewegt sich zwischen Dadaismus und Konkreter Poesie.

## Leben und Wirken
Nach ihrem Studium der Innenarchitektur begann sich Tomma Wember mit Literatur und Sprache zu beschäftigen. Sie heiratete 1940 Paul Wember, der 1947 Direktor der Kunstmuseen Krefeld wurde. Ende der 1950er Jahre begegnete sie Daniel Spoerri, der von ihren Sprachexperimenten begeistert war und sie zum Weiterarbeiten ermutigte. Zwischen 1955 und 1966 lebten Tomma und Paul Wember mit ihren sieben Kindern, darunter Bernward Wember und Tomma Galonska, in der oberen Etage des „Haus Lange“, eine von Mies van der Rohe entworfene Villa, die 1955 zum Ausstellungsort umgewidmet wurde. Tomma Wember arbeitete zusammen mit ihrem Mann an den Ausstellungen für die Krefelder Museen. Das Ehepaar war mit Künstlern wie Yves Klein, Joseph Beuys und Franz Erhard Walther befreundet. Tomma Wember war jahrzehntelang künstlerisch tätig und schuf „ein eigenwilliges, poetisches Werk“. Aus Rücksicht auf ihren Ehemann trat sie jedoch mit ihrer Kunst nur vereinzelt an die Öffentlichkeit.
Tomma Wembers Gesamtwerk wurde erst spät von der Kuratorin Katerina Vatsella im Rahmen ihrer Forschung über Daniel Spoerri 1994 entdeckt und 2002 in der Kunsthalle Bremen unter dem Titel 3 Worte nur oder vier erstmals ausgestellt. Es ist eine Verbindung von Kunst und Spiel und besteht zum großen Teil aus „Handlungsanweisungen nach Art der dadaistischen Simultanpoesie, die in einer interaktiven Gruppenlesung realisiert werden“, so Katerina Vatsella. Es umfasst circa 70 Arbeiten, die aus Gedichten auf Spielkarten für zwei oder vier Personen, Partituren auf Streifen für Simultanlesungen mehrerer Teilnehmer, kleine Hefte, Zeitungen und Bücher bestehen. Manche ihrer Arbeiten sind für Situationen im Freien konzipiert, zum Beispiel der Spaziergang zu zweit am Wall.
Tomma Wember verstarb 89-jährig in Krefeld.

## Postum
Bernward Wember nannte seine Eltern rückblickend das „Museums-Direktoren-Ehepaar“. 2013 machte er erstmals den beträchtlichen Anteil von Tomma Wember an der Direktorentätigkeit ihres Mannes öffentlich.

## Einzelausstellung
- 2002: Tomma Wember - 3 worte nur oder vier, Retrospektive, Kunsthalle Bremen

## Ausstellungsbeteiligung
- Faites vos jeux! Kunst und Spiel seit Dada
  - 2005: Kunstmuseum Liechtenstein, Vaduz
  - 2006: Museum für Gegenwartskunst (Siegen)[5]